# ラネイ・チャップマン
ラネイ・チャップマン（Lanei Chapman,  1973年1月23日 - ）は、アメリカ合衆国の女優である。

## 来歴
1973年、カリフォルニア州ロサンゼルスに生まれる。13歳の時にケンタッキー・フライド・チキンのコマーシャルに出演。後に進学したダートマス大学でスペイン語の学位を取得している。1989年にテレビ映画『A Mother's Courage: The Mary Thomas Story』で女優デビュー。その後はフレッド・サベージ主演の『素晴らしき日々』や、『となりのサインフェルド』、『新スタートレック』などのテレビドラマへ出演してキャリアを築いていった。また、ドラマでは『宇宙の法則』のヴァネッサ・ダンプハウス役でも知られている。2001年に出演したコメディ映画『ラットレース』では、ウーピー・ゴールドバーグ演じるキャラクターの娘を演じており、ローワン・アトキンソンやジョン・クリーズなど名だたるコメディ俳優らとの共演を果たした。

## 出演作品

### 映画
- A Mother's Courage: The Mary Thomas Story (1989) ※テレビ映画
- ハード・プレイ White Men Can't Jump (1992)
- 真面目が肝心 The Importance of Being Earnest (1992)
- ジャクソンズ/ アメリカン・ドリーム The Jacksons: An American Dream (1992) ※テレビ映画
- ファイナルファンタジー Final Fantasy (2001) ※声の出演
- ラットレース Rat Race (2001)
- Expired (2007)
- リリィ、はちみつ色の秘密 The Secret Life of Bees (2008)
- ジェニファーズ・ボディ Jennifer's Body (2009)

### テレビドラマ
- チャイナ・ビーチ China Beach (1990)
- トゥルー・カラーズ True Colors (1991)
- Man of the People (1991)
- 新スタートレック Star Trek: The Next Generation (1991, 1992)
- 素晴らしき日々 The Wonder Years (1992)
- マーティン Martin (1992)
- となりのサインフェルド Seinfeld (1993)
- The Secrets of Lake Success (1993)
- 宇宙の法則 Space: Above and Beyond (1995 - 1996)
- ザ・プリテンダー 仮面の逃亡者 The Pretender (1997)
- FBI犯罪特捜班 C－16 C-16: FBI (1998)
- Judging Amy (2001, 2002)
- The District (2002, 2003)
- 5人の女刑事たち ザ・ディヴィジョン The Division (2002, 2003)
- THIEF/シーフ Thief (2006)
- グレイズ・アナトミー 恋の解剖学 Grey's Anatomy (2007)
- Lincoln Heights (2009)
- コールドケース 迷宮事件簿 Cold Case (2009)